# Guy Debord
Guy Debord, född 28 december 1931 i Paris, död 30 november 1994 i Auvergne i Frankrike, var en fransk författare och regissör som var med om att starta Situationistiska Internationalen, vilken sedermera kom att utgöra en av de starkaste drivkrafterna bakom majrevolten i Frankrike 1968. Debord var känd för sitt både eleganta,  kryptiska och offensiva språk vilket bland annat utmärker hans mest centrala litterära verk Skådespelssamhället från 1967. Debord var gift med Michelle Bernstein och senare med Alice Becker-Ho.

## Biografi

### Uppväxt och Saint-Germain-des-Prés
Guy Debord föddes i en borgerlig men enligt egen uppgift utfattig familj i Paris. Hans far dog när Guy var ung och han uppfostrades av sin mormor. Han har beskrivits som väldigt envis i sin ungdom. Efter en grundskoleutbildning började han studera juridik men hoppade av utbildningen. På 1950-talet i bohemkvarteren kring Saint-Germain-des-Prés inledde han sin bana som revolutionär poet, skribent och filmskapare, vägledd av en frihetslidelse som skulle bli typisk för allt han företog sig. 1952 var han med om att grunda Lettristiska Internationalen och förblev en framträdande gestalt inom gruppen till dess upplösning 1957. Han var dessutom under en kort tid medlem i organisationen Socialisme ou Barbarie. I sin ungdom opponerade sig Debord aktivt mot Frankrikes krig mot Algeriets självständighetsrörelse och deltog i demonstrationer i Paris mot kriget.

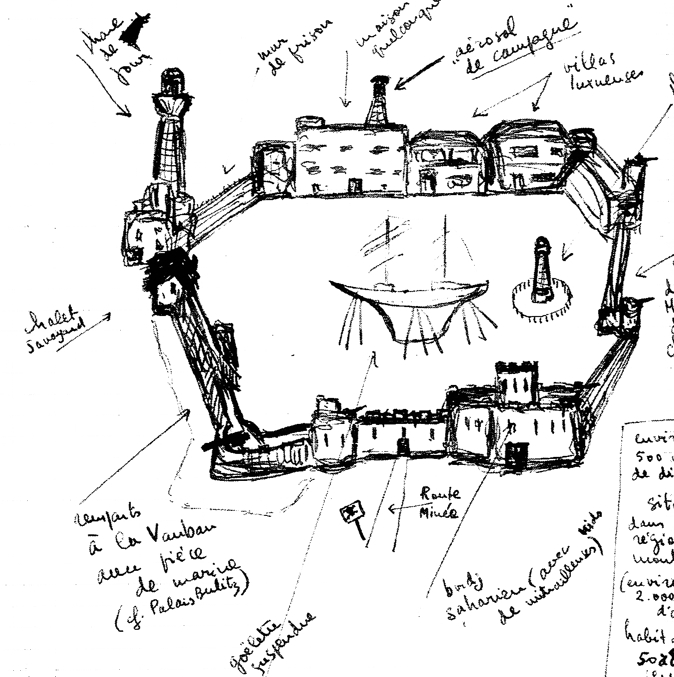
En teckning av Debord.

### Från lettrismen till Skådespelssamhället

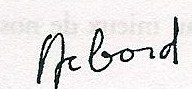
Debords signatur

Under 1960-talet ledde han den situationistiska rörelsen. Situationistiska Internationalen var en politisk och konstnärlig rörelse som hade tagit vara på idéer från surrealisterna, dadaisterna, existentialisterna och anarkisterna med flera. Termen "situationismen" används ofta för att beteckna rörelsen, men situationisterna avfärdade den termen då de ansåg sig vara något annat än en förstelnad ideologi.  Situationisterna ville förändra kulturen och samhället i grunden. De var starkt kritiska mot det alltmer konformistiska och tomma konsumtionssamhället som de ansåg växte fram. Guy Debords bok "La Société du Spectacle" eller "spektakelsamhället", men som i svensk översättning heter "Skådespelssamhället" anses vara en huvudkatalysator rent ideologiskt till Majrevolten 1968 i Paris. Boken analyserar det kapitalistiska produktionssättets plasticitet och anatomi.

### Efter Situationistiska internationalen
På 1970-talet upplöste Guy Debord Situationistiska Internationalen och fortsatte på egen hand med att göra filmer finansiellt uppbackad av filmproducenten Gerard Lebovici. Efter mordet på denne utgav Debord skriften "Considérations sur l'assasinat de Gérard Lebovici", och senare självbiografin Panégyrique (ursprungligen planerad i tre delar; den andra utkom postumt, den tredje aldrig). Hans två mest omskrivna filmer från den här tiden är filmversionen av "Skådespelssamhället" samt "In girum imus nocte et consumimur igni".
Efter att Situationistiska Internationalen upplösts blev Guy Debord alltmer isolerad från omvärlden och hans skrifter blev allt mer pessimistiska.
1988 kom boken "Commentaires sur la société du spectacle" ("Kommentarer till skådespelssamhället") ut, där Debord konstaterar att de problem som fanns på 1960-talet i allra högsta grad finns kvar och att de har blivit värre. Debord hade under en lång tid varit alkoholiserad och detta började ta ut sin rätt på hans hälsa. På grund av detta led han av en svår form av polyneurit, en nervinflammation, och han tog sitt liv i sitt hus i Auvergne den 30 november 1994 genom att skjuta sig själv i hjärtat. Han var då 62 år gammal.

### Eftermäle
Efter sin död blev Guy Debord omnämnd som en av de främsta tänkarna av sin tid i sitt hemland Frankrike trots att han under sin levnadstid sällan varit uppskattad. Guy Debord har kommit att bli en inspirationskälla för många människor, både filmare, författare, musiker och politiska aktivister, från 1950-talet och framåt: Antonio Negri säger att ”Guy Debords analys av skådespelssamhället tycks mer än trettio år efter dess tillkomst mer träffande och angelägen än någonsin”.

## Filmografi
- Hurlements en faveur de Sade (1952)
- Sur le passage de quelques personnes à travers une assez courte unité de temps (1959)
- Critique de la séparation (1961)
- La société du spectacle (1973)
- Réfutation de tous les jugements, tant élogieux qu'hostiles, qui ont été jusqu'ici portés sur le film 'La société du spectacle' (1975)
- In girum imus nocte et consumimur igni (1978).